# 嘉義縣私立協志高級工商職業學校
嘉義縣私立協志高級工商職業學校（簡稱協志、協志工商、協志高職），是臺灣歷史上一所位於嘉義縣民雄鄉的私立技術型高級中等學校。1970年設校，2019年停招，2021年5月董事會決議校地無償捐贈予國立中正大學，2022年8月末屆學生畢業後停辦，後續由中正大學自籌經費重整為該校協志校區。

## 校史
- 1970年，成立「嘉義縣私立協志高級工商職業學校」
- 1987年，改制為「嘉義縣私立協志高級工業家事職業學校」
- 2002年，改制為「嘉義縣私立協志高級中學」
- 2008年，改制為「嘉義縣私立協志高級工商職業學校」
- 2019年，停止招生。
- 2021年5月，協志高職董事會通過決議，校地捐贈予國立中正大學，預計2023年1月完成捐贈。
- 2022年8月，確定停止辦學。

## 歷任董事長
| 任別               | 姓名   |
| ------------------ | ------ |
| 第一任～第四任     | 簡汝禎 |
| 第五任             | 郭素薇 |
| 第六任～第十一任   | 何建成 |
| 第十二任～第十四任 | 何明宗 |

## 歷任校長
| 任別   | 任期             | 姓名   |
| ------ | ---------------- | ------ |
| 第一任 | 1970年 － 2004年 | 何明宗 |
| 第二任 | 2004年 － 2012年 | 沈淵源 |
| 第三任 | 2012年 － 2016年 | 郭秋時 |
| 第四任 | 2016年 － 2020年 | 蔡英仁 |
| 第五任 | 2020年 － 2022年 | 王安順 |

## 校園建築
- 行政樓
- 致行樓
- 莊敬樓
- 教學樓
- 日新樓
- 齊家樓
- 專科樓
- 科技樓

- - 大門守衛室
  - 綜高守衛室
  - 學生餐廳（停用，為餐飲科實習地點之一）
  - 游泳池

## 教學單位
- 技術類科
  - 汽車科
  - 資訊科
  - 電子科
  - 觀光事業科
  - 電子商務科
  - 餐飲管理科
  - 時尚造型科
- 建教合作班
  - 汽車科（階梯式）
  - 電子科（階梯式）
  - 餐飲管理科（輪調式）
  - 美容科（階梯式）
- 實用技能班
  - 汽車修護科
  - 家電修護科
  - 多媒體技術科
  - 餐飲技術科
  - 美髮技術科
- 綜合高中
  - 學術自然學程
  - 學術藥學學程
  - 學術社會學程
  - 資訊技術學程
  - 電子應用學程
  - 觀光事業學程
  - 餐飲技術學程
- 進修學校
  - 餐飲管理科

## 校友
- 蔡溫義
- 徐乃麟

## 外部連結
- 協志工商  （页面存档备份，存于）
- 協志高級工商職業學校Facebook （页面存档备份，存于）
- 協志高級工商職業學校-表演藝術科Facebook
- 協志高級工商職業學校-班聯會Facebook （页面存档备份，存于）